# 猟奇的な彼女
『猟奇的な彼女』（りょうきてきなかのじょ、原題：엽기적인 그녀、英題：My Sassy Girl）は、キム・ホシクのネット小説、およびそれを原作とした2001年公開の韓国映画。「猟奇的」な彼女とそれに翻弄される男子学生の恋愛を描いたロマンティック・コメディ。

## 概要
韓国で1999年8月からパソコン通信「ナウヌリ (nownuri)」に連載されたネット小説である。強引な彼女に振り回される男を主人公にしたこの話が若い世代の反響を呼び、当初3編で終了連載する予定だったが2000年3月まで続き、2000年1月に出版された本も10万部を超えるベストセラーとなったため、映画化されることとなった。
作中で主人公が感動したと語っている『夕立』（ko:소나기 (소설)）は少年と少女の悲しい出会いと別れを描いた作品で、韓国を代表する作家黄順元が1953年に発表した。この作品は国語の教科書にも載っている大変有名なものであるため、『夕立』のパロディー部分は韓国人にとってはとくに笑える部分であるという。

## あらすじ
大学生のキョヌはある晩、地下鉄の中でベロベロに酔っ払った超美人な"彼女"と出会う。可愛い顔をして「ぶっ殺されたい？」が口癖で、過激な行動を繰り返す彼女の魅力に引き込まれていくキョヌ。しかし、タフでワイルドな"彼女"には、ある切ない秘密があった・・・。そして誰もが好きにならずにはいられない"猟奇的な彼女"！史上最高に魅力的なヒロインと、傑作ラブストーリーが誕生した!!
(猟奇的な彼女から引用)

## 猟奇ブーム
韓国では1999年8月にパソコン通信で『猟奇的な彼女』の連載が始まって以降「ヨプキ（猟奇）」という言葉が流行し、それまで「奇怪な、異様な」というような意味であったものが「かわいらしい、いたずらじみた」「Sassy」といった意味に取られるようになった。もともと、著者は「猟奇的」の意味を知らずに語感のみでタイトルに採用したという。さらに、2000年8月に連載が始まったフラッシュアニメ『猟奇ウサギ』や、同年末にデビューした猟奇歌手PSYなど、様々なジャンルに広がっていった。その結果、MBCテレビの「21世紀委員会」が6000人あまりのネット利用者を対象に行ったアンケートで2000年最高の流行語に選ばれ、韓国のポータルサイトのシムマニも2000年の検索キーワードでもっとも多かったのが「猟奇」であるとした。

## 映画
原作の人気にもかかわらず低予算で製作が行われたため、様々な部分で予算節約を行った結果エキストラに監督のクァク・ジェヨンはじめ、助監督や美術監督などのスタッフも参加することとなった。また、「夕立」や「女ターミネーター」などの劇中劇の部分も製作会社側はカットすることを望んでいたが、監督の尽力により撮影されることとなった。
なお映画版の「延長戦」は、原作には存在しないアフターストーリーである。

### キャスト
- 彼女 - チョン・ジヒョン
- キョヌ - チャ・テヒョン
- キョヌの父 - キム・インムン
- キョヌの母 - ソン・オクスク
- キョヌの叔母 - ヤン・グムソク
- 彼女の父 - ハン・ジンヒ
- 彼女の母 - ヒョン・スキ
- ホテルの主人・ホテルの従業員・留置所のヤクザ・地下鉄の駅員他 - キム・イルウ
- 彼女の見合い相手 - イム・ホ
- 脱走兵 - ソ・ドンウォン

#### 吹き替え
- 彼女：小林沙苗
- キョヌ：関智一
- キョヌの父：出光元
- キョヌの母：金沢映子
- キョヌの叔母：寺内よりえ
- 彼女の父：佐々木敏
- 彼女の母：よのひかり
- 旅館の主人：稲葉実
- 彼女の見合い相手：宮内敦士
- 脱走兵：小山力也
- その他の声の吹き替え：円谷文彦／佐々木睦／加藤満／石川ひろあき／姫野惠二／水島大宙／青木誠／阪口周平／前田ゆきえ／葛谷知花／剣持直明／村上あかね

### 主題歌・劇中曲
- シン・スンフン 「I believe」
サウンドトラックやDVDにはFull Of Harmonyによる日本語ヴァージョンも収録されている。(ディレクターズカット版には未収録)
- カノン
ピアノバージョンでよく使われている。(ディレクターズカット版EXTRA DISC 収録)

### 主なロケ地
- ソウル市内
  - ソウルランド
  - 延世大学校、新村地区
  - 大学路
  - ワールドカップ競技場駅
  - 仁川駅
  - 富平駅
  - 新道林駅
  - 蘆原駅
  - その他、ソウル地下鉄沿線
- ソウル市外

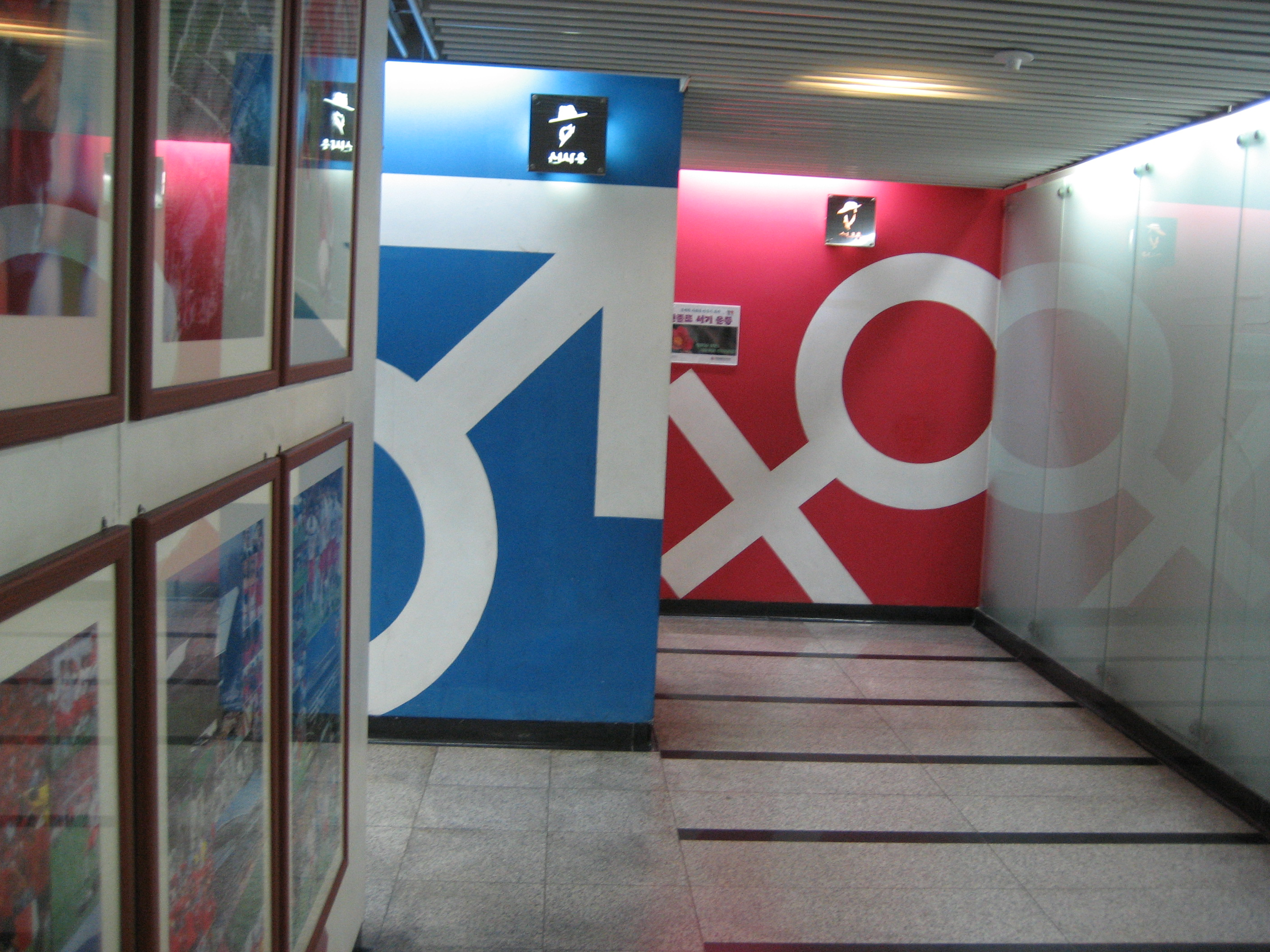
ワールドカップ競技場駅、化粧室の壁面。

  - 旌善郡新東邑・白雲農場（その後タイムカプセル公園（猟奇松）として整備）
  - 梁山市・五峰山
  - 河南市・渼沙里漕艇競技場
  - 清州大学校

### 作品の評価
映画は韓国で2001年に公開されて以降6週間連続1位を記録し、その年度の興行収入は2位、動員数は500万人で歴代4位を記録した。
- 第39回大鐘賞 主演女優賞・人気賞（チョン・ジヒョン）
- 第22回青龍賞 新人男優賞（チャ・テヒョン）

### 日本での反応
2002年の第13回『ゆうばり国際ファンタスティック映画祭』で、大林宣彦の妻でプロデューサーの大林恭子が本作を見つけ、この年の審査員だった大林宣彦がみんなに観せてグランプリを受賞した。日本で売れ先も決まっていなかったがアミューズピクチャーズでの配給が決まり、2003年1月に映画が公開された。劇場館数が少なかったせいもあり映画のヒットこそならなかったものの、公開終了後も口コミ・雑誌などで評判が広がり続け、DVD・ビデオレンタルでは2004年末ごろまでランキング上位に粘り強く残った。

### 派生作品
ここに掲載した関連書籍はいずれも日本語である。
- 小説（日本テレビ放送網） ISBN 4-8203-9827-X
- シナリオブック（アーティストハウスパブリッシャーズ） ISBN 4-902088-56-8
- 漫画（ともに宝島社）
  - 第1巻 ISBN 4-7966-4314-1
  - 第2巻 ISBN 4-7966-4316-8

#### 続編
2016年に続編の韓国・中国合作映画『もっと猟奇的な彼女』が製作された。チョ・グンシク監督、チャ・テヒョン、ビクトリア主演。

### リメイク

#### 日本版（テレビドラマ）
- 草彅剛、田中麗奈ら出演によりTBSで連続ドラマ化され、2008年4月20日から放映された。脚本は、『東京ラブストーリー』の坂元裕二。演出は、『いま、会いにゆきます』、『愛していると言ってくれ』の土井裕泰監督。

#### アメリカ版（DVDビデオ）
原作のキョヌにあたる主人公をジェシー・ブラッドフォードが、彼女にあたるヒロインをエリシャ・カスバートがそれぞれ演じ、監督はヤン・サミュエル、脚本はビクター・レビン。リメイク版でもオリジナル版と同様に気の強い「猟奇的」な彼女に振り回される姿をコミカルに描いたものである。

#### インド版（映画）
Ugly Aur Pagli というタイトルで2008年8月、インドにて劇場公開。

#### 中国版（テレビドラマ）
映画『猟奇的な彼女』をリメイクして、2012年に中国の衛星放送局である湖南テレビで、連続テレビドラマ『牽牛的夏天』として1週間毎日放送された。上海を舞台に設定し、ヒロインの大スター小夏役を張檬が演じ、相手役の金牽牛役をエディ・ポンが演じた。

#### 韓国版（テレビドラマ）
映画『猟奇的な彼女』をリメイクして、2017年に韓国のSBSで連続テレビドラマとして放送された。舞台を朝鮮王朝に設定し、ヒロインの「猟奇的な」王女役をオ・ヨンソが演じ、相手役の両班（ヤンバン、貴族）をチュウォンが演じた。